# 2013-as Gerry Weber Open
A 2013-as Gerry Weber Open tenisztornát a németországbeli Halléban rendezték meg 2013. június 10. és június 16. között. A torna 2013-ban ATP World Tour 250 Series kategóriájú volt. A mérkőzéseket füvön játszották. 

## Döntők

### Egyéni
Roger Federer –  Mihail Juzsnij 6–7(5), 6–3, 6–4

### Páros
Santiago González /  Scott Lipsky –  Daniele Bracciali /  Jónátán Erlich 6–2, 7–6(3)

## Világranglistapontok
| Eredmény           | Egyéni | Páros |
| ------------------ | ------ | ----- |
| Győzelem           | 250    | 250   |
| Döntő              | 150    | 150   |
| Elődöntő           | 90     | 90    |
| Negyeddöntő        | 45     | 45    |
| 16 között          | 20     | 0     |
| 32 között          | 0      | –     |
| Főtáblára jutás    |        | –     |
| Selejtező (döntő)  |        | –     |
| Selejtező (2. kör) |        | –     |

## Pénzdíjazás
A torna összdíjazása 779 665 euró volt.
| Eredmény           | Egyéni    | Páros    |
| ------------------ | --------- | -------- |
| Győzelem           | 123 400 € | 37 500 € |
| Döntő              | 65 000 €  | 19 710 € |
| Elődöntő           | 35 210 €  | 10 680 € |
| Negyeddöntő        | 20 060 €  | 6110 €   |
| 16 között          | 11 820 €  | 3580 €   |
| 32 között          | 7005 €    | –        |
| Selejtező (döntő)  | 1130 €    | –        |
| Selejtező (2. kör) | 540 €     | –        |